# Mötet i Stockholm 1512
Mötet i Stockholm 1512 var en sammankomst som hölls i Stockholm för att diskutera och besluta om Sveriges angelägenheter. Det genomfördes 23 juli 1512.
Svante Nilsson avled vid nyår 1512. I ett möte i Uppsala 1512 hade därefter Erik Trolle utropats till ny riksföreståndare. Sten Sture den yngre motsatte sig detta och i detta möte i Stockholm 23 juli 1512 utropades i stället Sten Sture till riksföreståndare.